# Dalla Costa (Caroní)
Pour les articles homonymes, voir Dalla Costa.
Dalla Costa est l'une des onze paroisses civiles de la municipalité de Caroní dans l'État de Bolívar au Venezuela. Sa capitale est Ciudad Guayana, chef-lieu de la municipalité et conurbation de plusieurs villes dont elle constitue l'une des paroisses à l'est et les centraux de San Félix, sur la rive droite du río Caroní.

## Géographie

### Situation
La paroisse civile est située centre de la municipalité de Caroní.

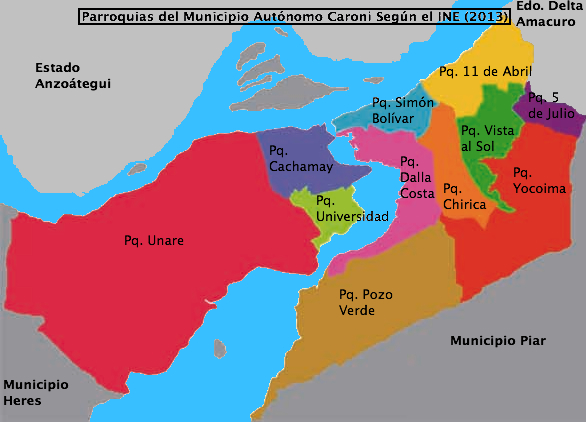
Carte des paroisses civiles de la municipalité de Caroní.

### Démographie
Paroisse urbaine de Ciudad Guayana, Chirica est divisée en plusieurs quartiers de la ville de San Félix :
- Angosturita II
- Barrio Ciudad Tablita
- Barrio Guayana
- Barrio La Cooperativa
- Barrio Libertador
- Barrio Nueva Esperanza
- Campo Rojo
- Colinas de La 46
- Doña Bárbara
- Francisco de Miranda
- Fronteras de Guaiparo
- Guaiparito
- José Tadeo Monagas
- La Laguna
- La Llovizna
- La Viuda
- Las Malvinas
- Los Arenales
- Los Sabanales
- Macagua
- Parcelamiento La Ceiba
- Sabana de Piedra
- Simón Rodríguez
- Tierras Blancas

## Patrimoine
La paroisse civile abrite plusieurs édifices religieux dont l'église María-Auxilliadora, l'église évangélique Bautista-El-Rapto, la chapelle Virgen del Valle, les paroisses du Jésus-Ressuscité et de Don Bosco

## Environnement
La paroisse civile abrite le parc La Llovizna devant la chute de La Llovizna et le barrage de Macagua.

## Santé
La paroisse civile abrite l'hôpital pédiatrique Menca de Leoni.